# Ybyrapora sooretama
Ybyrapora sooretama (Syn.: Avicularia sooretama) ist eine Spinnenart aus der Familie der Vogelspinnen (Theraphosidae). Sie wurde 2009 erstbeschrieben. Die Art wurde nach dem Naturreservat Sooretama benannt und ist dort sehr wahrscheinlich endemisch. Sie ist möglicherweise durch Veränderungen ihres natürlichen Habitats durch den Menschen wie beispielsweise illegale Abholzungen und Schmuggel bedroht.

## Verbreitung

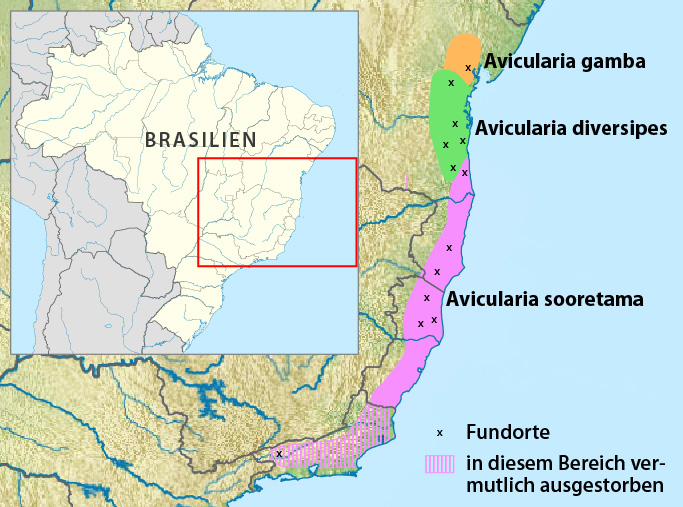
Ybyrapora sooretama: Angenommenes Verbreitungsgebiet gemäß Erstbeschreibung unter dem Synonym Avicularia sooretama.

Das Verbreitungsgebiet erstreckt sich vom südlichsten Zipfel des Teilstaates Bahia bis in den Süden von Rio de Janeiro. Es ist das südlichste bekannte Verbreitungsgebiet von Spinnen aus der Unterfamilie Aviculariinae. Das Gebiet ist etwa 100 Kilometer breit und 1000 Kilometer lang. Das Gesamtgebiet ist etwa 39'000 Quadratkilometer groß. Möglicherweise kommt dort diese Spinnenart nur noch selten vor.

## Merkmale

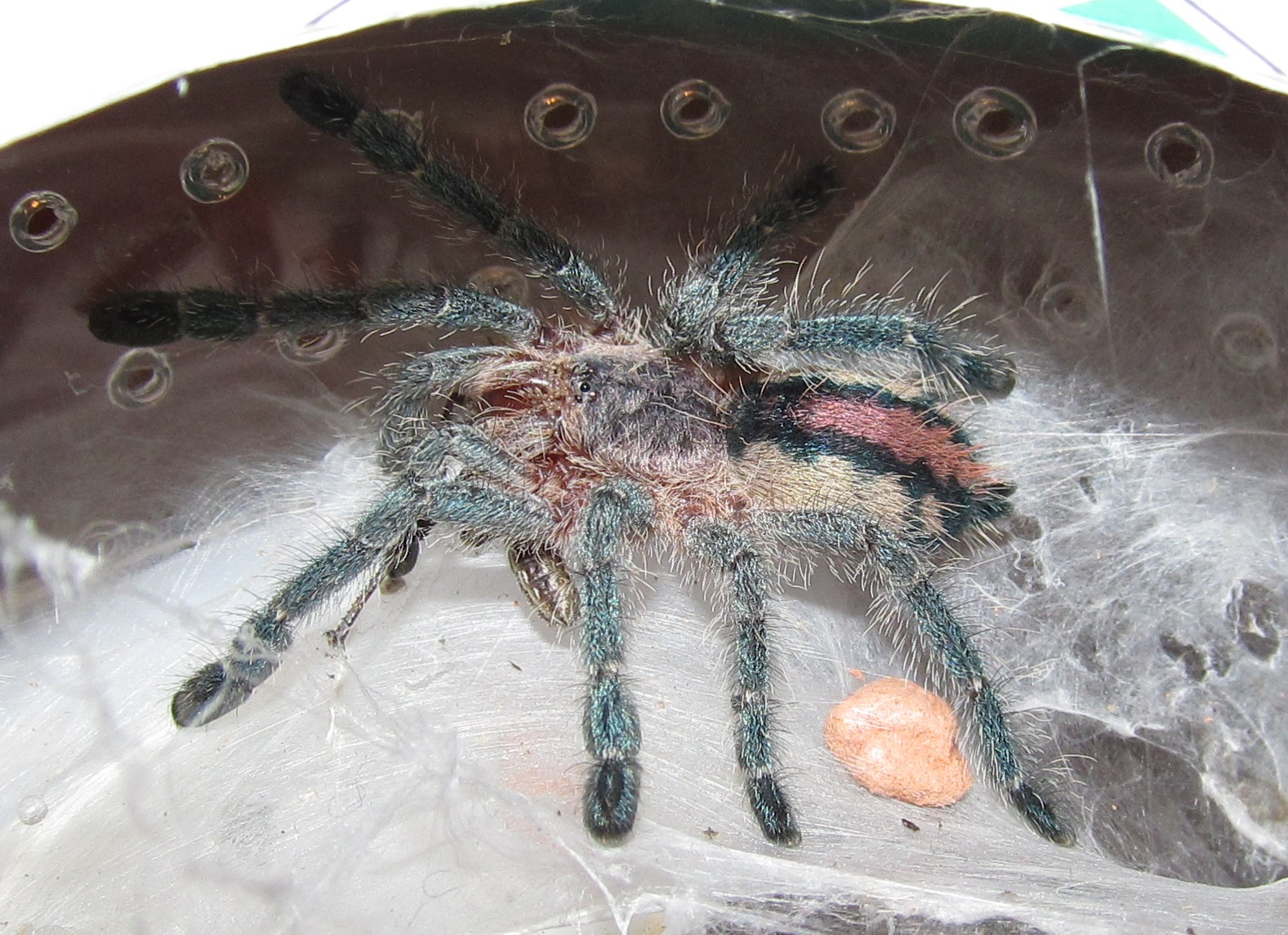
Nymphe mit einer Körperlänge von etwa 1,5 Zentimeter

Bei dieser Spinnenart kommt ein deutlicher Sexualdimorphismus in der Färbung vor. Die Männchen haben eine dunkelbraune Grundfärbung. Der Carapax ist dunkelbraun gefärbt. Er wird mit hellbraunen Haaren gesäumt. Die Beine und die Taster sind dunkelbraun gefärbt. Die Femora der Beine und Taster sind noch dunkler als die restlichen Glieder gefärbt. Der ganze Körper ist mit längeren hellbraunen Haaren bedeckt, die einen rosa Schimmer haben. Das Opisthosoma hat an den Seiten rötliche Haare und einen breiten schwarzen Streifen im Zentrum, der vom Übergang zum Carapax bis zu den Spinnwarzen verläuft.
Die Weibchen haben wie die Männchen einen braunen Carapax, der mit hellbraunen Haaren gesäumt wird. Die Extremitäten haben eine braune Grundfärbung mit längeren hellbraunen Haaren mit einem rosa Schimmer. Das Sternum, das Labium, die Unterseite der Maxillen und der Coxae sind braun. Die Beinglieder haben rosa Ringe bei Femora, Tibiae und den Metatarsen. Das Opisthosoma ist auf den Seiten hellbraun und hat einen breiten, braunen, zickzackförmigen Streifen, in den wiederum ein roter Streifen mit Zickzack-Rändern eingebettet ist. Diese Musterung verläuft vom Übergang zum Carapax bis zu den Spinnwarzen.
Die Färbung des adulten Weibchens gleicht bis etwa zu einer Beinspannweite von sechs Zentimeter der Färbung in juvenilen Stadien. Ab späteren Häutungsstadien bekommen die Weibchen eine hellbraune Grundfärbung. Das Opisthosoma wird dunkelbraun und die in früheren Stadien auffällige abdominale Zeichnung ist noch in Form von zwei diffusen dunklen Streifen zu erahnen. Ebenso gleichen sich die Spiderlinge der verwandten Arten Ybyrapora diversipes und Ybyrapora gamba. Ybyrapora sooretama hat allerdings einen kürzeren roten Streifen auf dem Opisthosoma und erreicht nicht den oberen Rand beim Übergang zum Carapax, wie das bei den beiden anderen Arten der Fall ist. Dieser Art fehlen auch die orangen Punkte auf den Tarsen und Metatarsen, die bei Ybyrapora diversipes an Psalmopoeus irminia erinnern.
Das Männchen wird etwa drei Zentimeter lang (Beißklauen bis Spinnwarzen) mit einer Beinspannweite von bis zu zehn Zentimetern. Die Weibchen erreichen eine Körperlänge von fünf Zentimetern mit ebenfalls etwa zehn Zentimeter Beinspannweite.